# Лекси Тайлър
Лекси Тайлър (на английски: Lexxi Tyler) е американска порнографска актриса и модел.
Родена е на 16 май 1979 г. в град Бийвъртън, щата Орегон, САЩ и е от испански и италиански произход.
Дебютира като актриса в порнографската индустрия през 2005 г.
Омъжена е за състезателя по муай тай Роб Маккалоу, като двамата имат един син.

## Награди
- 2008: AVN награда за най-добра секс сцена само с момичета (видео) – „Бавачки“ (със София Санти, Сами Роудс, Енджи Севидж и Алектра Блу).[4][5]
- 2009: AVN награда за най-добра групова секс сцена само с момичета – „Мажоретки“ (с Адреналин, Шей Джордан, Стоя, Мемфис Монро, Прия Рай, София Санти, Джеси Джейн и Бриана Лов).[6]
- 2009: Пентхаус любимка за месец май.[7]